# Plaza Romita
La plaza Romita es una plaza ubicada en la colonia Roma, en la Ciudad de México, situado a una cuadra de la Avenida Cuauhtémoc, rodeada por la calle Real de Romita y a tres cuadras de la avenida Chapultepec (calle de Guaymas).
Luis Buñuel eligió la plaza de La Romita para filmar varias escenas de su película Los Olvidados (1950).